# ابن مالك
محمد بن عبد الله بن مالك الطائي الجياني المعروف بـابن مالك (600 هـ-672 هـ) نسبةً إلى جيان - بفتح الجيم وتشديد الياء كذا ضبطها ياقوت وصاحب القاموس والمقري - بالأندلس التي بها ولد.
هو عالم لغوي كبير وأعظم نحوي في القرن السابع الهجري، وُلِد بالأندلس، وهاجر إلى الشام، واستقر بدمشق، ووضع مؤلفات كثيرة، أشهرها الألفية، التي عُرِفت باسم «ألفية ابن مالك».
وتلقى تعليمه على عدد من علماء الأندلس كأبي علي الشلوبين، ثم ارتحل إلى المشرق فنزل حلب واستزاد من العلم من ابن الحاجب وابن يعيش. وقد كان إماماً في النحو واللغة وعالماً بأشعار العرب والقراءات ورواية الحديث، ومما يذكر عنه أنه كان يسهل عليه نظم الشعر مما جعله يخلف منظومات شعرية متعددة منها الألفية النحوية وكذلك الكافية الشافية في ثلاثة آلاف بيت وغيرها، وقد توفي في دمشق سنة 672 هـ.

## نسبه
هو محمد بن عبد الله بن محمد بن عبد الله بن مالك الطائي الجياني ينتسب إلى قبيلة عربية عريقة هي قبيلة طيء ترجع إلى طيء بن أدد بن زيد بن يشجب بن عريب بن زيد بن كهلان بن سبأ بن يشجب بن يعرب بن قحطان.

## كنيته ولقبه
أجمعت مصادر السيرة أنه كان يكنى بأبي عبد الله، كما أجمعت على أن لقبه (جمال الدين) وقد يتصرف في هذا اللقب كقول القسطلاني (كان الجمال ابن مالك). وهناك لقب آخر ذكره ابن طولون وانفرد به وهو (جلا الأعلى).

## المولد والنشأة
في مدينة «جيان الحرير» وهي بلدة من مشاهير بلاد الأندلس وتوهم ناس فقالوا في دمشق، وُلِد محمد بن عبد الله بن مالك الطائي سنة (600 هـ - 1203 م)، وكانت الأندلس تمرُّ بفترة من أحرج فترات تاريخها؛ حيث تساقطت قواعدها وحواضرها في أيدي القشتاليين.

وقد هاجر مع مَن هاجر إلى المشرق الإسلامي بعد سقوط المدن الأندلسية، وقد ذكر لنا «المقري» في كتابه المعروف بـ"نفح الطيب" بعض أسماء شيوخ ابن مالك الذين تلقى العلم على أيديهم قبل هجرته إلى الشام، فذكر أنه أخذ العربية والقراءات على ثابت بن خيار، وأحمد بن نوار، وهما من شيوخ العلم وأئمته في الأندلس.

## الهجرة إلى المشرق
هاجر ابن مالك إلى المشرق الإسلامي في الفترة التي كانت تتعرَّض قواعد الأندلس لهجمات النصارى، وكان الاستيلاء على جيان مسقط رأس ابن مالك من أهداف ملك قشتالة، وكانت مدينة عظيمة حسنة التخطيط، ذات صروح شاهقة، وتتمتع بمناعة فائقة بأسوارها العالية، وقد تعرَّضت لحصار من النصارى سنة (627 هـ = 1230 م)، لكنها لم تسقط في أيديهم.
وأرجح أن يكون ابن مالك قد هاجر عقب فشل هذا الحصار إلى الشام، حيث أصبح شافعياً. وهناك استكمل دراسته، واتصل بجهابذة النحو والقراءات، فتتلمذ في دمشق على علم الدين السخاوي شيخ الإقراء في عصره، ومكرم بن محمد القرشي و"الحسن بن الصباح"، ثم اتجه إلى حلب وكانت من حواضر العلماء، ولزم الشيخ "موفق الدين بن يعيش أحد أئمة النحو في عصره، وجالس تلميذه ابن عمرون.
وقد هيأت له ثقافته الواسعة ونبوغه في العربية والقراءات أن يتصدر حلقات العلم في حلب، وأن تُشَدّ إليه الرِّحال، ويلتف حوله طلاب العلم، بعد أن صار إمامًا في القراءات وعِلَلها، متبحِّرًا في علوم العربية، متمكنًا من النحو والصرف لا يباريه فيهما أحد، حافظًا لأشعار العرب التي يُستشهد بها في اللغة والنحو.
ثم رحل إلى حماة تسبقه شهرته واستقر بها فترة، تصدَّر فيها دروس العربية والقراءات وفيها ألّف ألفيته المشهورة، ثم غادرها إلى القاهرة، واتصل بعلمائها وشيوخها، ثم عاد إلى دمشق، وتصدر حلقات العلم في الجامع الأموي، وعُيِّن إمامًا في «المدرسة العادلية الكبرى»، وولِّي مشيختها، وكانت تشترط التمكن من القراءات وعلوم العربية، وظلَّ في دمشق مشتغلاً بالتدريس والتصنيف حتى تُوفِّي بها.

## تلاميذه
تبوأ ابن مالك مكانة مرموقة في عصره، وانتهت إليه رئاسة النحو والإقراء، وصارت له مدرسة علمية تخرَّج فيها عدد من النابغين، كانت لهم قدم راسخة في النحو واللغة، ومن أشهر تلاميذه:
ابنه «محمد بدر الدين» الذي خلف أباه في وظائفه، وشرح الألفية، وبدر الدين بن جماعة قاضي القضاة في مصر، وأبو الحسن اليونيني المحدِّث المعروف، وابن النحاس النحوي الكبير، وأبو الثناء محمود الحلبي كاتب الإنشاء في مصر ودمشق.

## مؤلفاته
كان ابن مالك غزير الإنتاج، تواتيه موهبة عظيمة ومقدرة فذَّة على التأليف، فكتب في النحو واللغة والعروض والقراءات والحديث، واستعمل النثر في التأليف، كما استخدم الشعر في بعض مؤلفاته، ومن أشهر كتبه في النحو: «الكافية الشافية»، وهي أرجوزة طويلة في قواعد النحو والصرف، وكتاب «تسهيل الفوائد وتكميل المقاصد» جمع فيه بإيجاز قواعد النحو مع الاستقصاء؛ بحيث أصبح يُغني عن المطوَّلات في النحو، وقد عُنِي النحاة بهذا الكتاب، ووضعوا له شروحًا عديدة.
وله في اللغة: «إيجاز التصريف في علم التصريف»، و«تحفة المودود في المقصور والممدود»، و«لامية الأفعال»، و«الاعتضاد في الظاء والضاد».
وله في الحديث كتاب «شواهد التوضيح لمشكلات الجامع الصحيح»، وهو شروح نحوية لنحو مائة حديث من صحيح البخاري.

### ألفية ابن مالك
الألفية هي أشهر مؤلفات ابن مالك حتى كادت تطغى بشهرتها على سائر مؤلفاته، وقد كتب الله لها القبول والانتشار، وهي منظومة شعرية من بحر «الرجز»، تقع في نحو ألف بيت، وتتناول قواعد النحو والصرف ومسائلهما من خلال النظم بقصد تقريبهما، وتذليل مباحثهما، وقد بدأها بذكر الكلام وما يتألف منه، ثم المعرب والمبني من الكلام، ثم المبتدأ والخبر، ثم تتابعت أبواب النحو بعد ذلك، ثم تناول أبواب الصرف، وختم الألفية بفصل في الإعلال بالحذف، وفصل في الإدغام.
ومن نظمه ما قاله في الكلام وما يتألف منه:
التزم ابن مالك في الألفية المنهج الاختياري الانتقائي، الذي يقوم على المزج بين مذاهب النحاة دون ميل أو انحياز، والتخير منها والترجيح بينها، وهو منهج التزمه في مؤلفاته كلها. كما توسَّع في الاستشهاد بالحديث النبوي، واتخذه أساسًا للتقعيد النحوي إلى جانب الاستشهاد بالقرآن الكريم بقراءاته المختلفة وأشعار العرب.
يُذكر لابن مالك أنه وضع عناوين جديدة لبعض مسائل النحو، لم يستخدمها أحد قبله من النحاة، مثل باب «النائب عن الفاعل»، وكان جمهور النحاة قبله يسمُّونه: «المفعول الذي لم يُسمَّ فاعله»، و«البدل المطلق» بدلاً من قولهم «بدل كل من كل»، و«المعرف بأداة التعريف» بدلاً من «التعريف بأل».

### شروح الألفية
ولقد لقيت ألفية ابن مالك عناية كبيرة من العلماء، فقام بعضهم بشرحها وإعراب أبياتها، أو وضع حواشٍ وتعليقات عليها، وقد زاد عدد شرَّاح الألفية على الأربعين، من بينهم ابن مالك نفسه، وابنه «محمد بدر الدين» المتوفَّى سنة (686 هـ = 1287 م)، غير أن أشهر شروح الألفية وأكثرها ذيوعًا هي:
- أوضح المسالك إلى ألفية ابن مالك: للنحوي الكبير جمال الدين بن هشام الأنصاري المتوفَّى سنة (761 هـ = 1359 م)، وقد حقَّق هذا الكتاب محمد محيي الدين عبد الحميد، وصنع له شرحًا باسم

«عدة السالك إلى تحقيق أوضح المسالك»، في أربعة مجلدات، وقد رُزِق الكتاب وشرحه القبول، فأقبل عليه طلاب العلم ينهلون منه حتى يومنا هذا.
- شرح ابن عقيل لقاضي القضاة بهاء الدين عبد الله بن عقيل، المتوفَّى سنة (769 هـ = 1367 م)، وهو يمتاز بالسهولة وحسن العرض، وقد حقَّق الشيخ محمد محيي الدين عبد الحميد هذا الكتاب، ونشره في أربعة أجزاء مع تعليقه عليه بعنوان «منحة الجليل بتحقيق شرح ابن عقيل»، وقد لقي هذا الشرح قبولاً واسعًا، ودرسه طلبة الأزهر في المرحلة الثانوية.

- منهج السالك إلى ألفية ابن مالك" المعروف بـ"شرح الأشموني"، لأبي الحسن علي نور الدين بن محمد عيسى، المعروف بالأشموني، المتوفَّى سنة (929 هـ = 1522 م)، وهذا الشرح يُعَدّ من أكثر كتب النحو تداولاً بين طلبة العلم من وقت تصنيفه إلى الآن، وهو من أغزر شروح الألفية مادة، وأكثرها استيعابًا لمسائل النحو ومذاهب النحاة.

وبلغت العناية بأبيات الألفية أن قام بعض العلماء بإعرابها مثلما فعل الإمام «خالد الأزهري» المتوفَّى سنة (905 هـ = 1499 م) في كتابه «تمرين الطلاب في صناعة الإعراب»، كما قام بعض العلماء بشرح شواهد شروح الألفية، مثلما فعل «بدر الدين العيني» المتوفَّى سنة (855 هـ = 1451 م) في كتابه «المقاصد النحوية في شرح شواهد شروح الألفية».
- البهجة المرضية الی ألفیة ابن مالك للجمال الدین السیوطي

## منزلته وأخلاقه
كان ابن مالك ذا عقل راجح، حسن الأخلاق، مهذباً، ذا رزانة وحياء ووقار وانتصاب للإفادة وصبر على المطالعة الكثيرة.
ولعل أوضح أخلاق ابن مالك وأبرزها وأخادها على الزمان: الترفع والإباء والاعتداد بالنفس.
وكان كثير المطالع، سريع المراجعة، لا يكتب شيئاً من حفظه حتى يراجعه في محله، وهذه حالة المشايخ الثقات والعلماء الأثبات، ولا يُرى إلا وهو يصلي أو يتلو أو يصنّف أو يُقرئ.
كان ابن مالك إماماً في القراءات وعللها، وأما اللغة فكان إليه المنتهى في الإكثار من نقل غريبها والاطلاع على وحشيّها، وأما النحو والتصريف فكان فيهما بحراً لا يُجارى وحبراً لا يُبارى، وأما أشعار العرب التي يستشهد بها على اللغة والنحو فكانت الأئمة الأعلام يتحيّرون فيه ويتعجّبون من أين يأتي بها، وأما الاطلاع على الحديث، فكان فيه غاية.
وكان أكثر ما يستشهد بالقرآن، فإن لم يكن فيه شاهد عدَل إلى الحديث، وإن لم يكن فيه شيء عدل إلى أشعار العرب.
ومجمل القول إن ابن مالك كان أوحد وقته في علم النحو واللغة مع كثرة الديانة والصلاح.

## وفاة ابن مالك
كان ابن مالك إمامًا، زاهدًا، ورعًا، حريصًا على العلم وحفظه، حتى إنه حفظ يوم وفاته ثمانية أبيات من الشعر، واشتهر بأنه كثير المطالعة سريع المراجعة، لا يكتب شيئًا من محفوظه حتى يراجعه في مواضعه من الكتب، وكان لا يُرى إلا وهو يُصلِّي أو يتلو القرآن الكريم، أو يصنف أو يُقرِئ القرآن تلاميذه، وظلَّ على هذه الحالة حتى تُوفِّي في (يوم الاثنين 12 شعبان 672 هـ - 21 من فبراير 1274 م) في دمشق، وصُلِّي عليه بالجامع الأموي، ودفن بسفح جبل قاسيون، وقبره بالروضة شرقي قبر الشيخ موفق الدين ابن قدامة، وعند رأسه حجر من صوان أحمر.